# Lurup
Lurup (en baix alemany ídem) és un barri del districte de'Altona a la ciutat estat d‘Hamburg a Alemanya. A la fi de 2010 tenia 33.842 habitants a una superfície de 6,4 km². De 1987 a 2009, la població va créixer d'uns 9,5%. Es troba al nord-oest de la ciutat a la frontera dels municipis Halstenbek i Schenefeld a Slesvig-Holstein. És regat pels rius Vorhorngraben, Lüttkampgraben i Schießplatzgraben

## Història
El primer esment escrit data del 1746, quan el lloc era un territori principalment de landa poc fèrtil i despoblada. Hi hauria hagut un alberg anomenat « Luur up », que hauria donat el seu nom al lloc. Una explicació alternativa seria Lau rup (baix alemany per a puja) per causa del relleu de la carretera principal en venir de Bahrenfeld.
L'any 1927 quan el poble es va fusionar amb la ciutat d'Altona, comptava només amb 950 habitants. Hi havia poca indústria i estava mal connectat pel transport públic. A partir del 1923 va començar la urbanització. El lloc va atreure treballadors de les fàbriques d'Altona que varen llogar al municipi terrenys on podien construir les seves cases. Hi havia un aeròdrom de la Luftwaffe. L'1 d'abril de 1938, després de la llei de l'àrea metropolitana d'Hamburg es va fusionar amb la ciutat d'Hamburg.
El 1944, la Schutzstaffel va obrir-hi una extensió del camp de concentració de Neuengamme al qual van conduir unes 500 dones forçades, principalment jueves d'Hongria i de Txèquia. Treballaven com a esclaves a les empreses de Lurup i a l'obra de reconstrucció d'Hamburg. A la fi de la guerra, els SS van constrènyer les 469 sobrevivents durant una marxa de la mort cap al camp de Bergen-Belsen.

## Avui

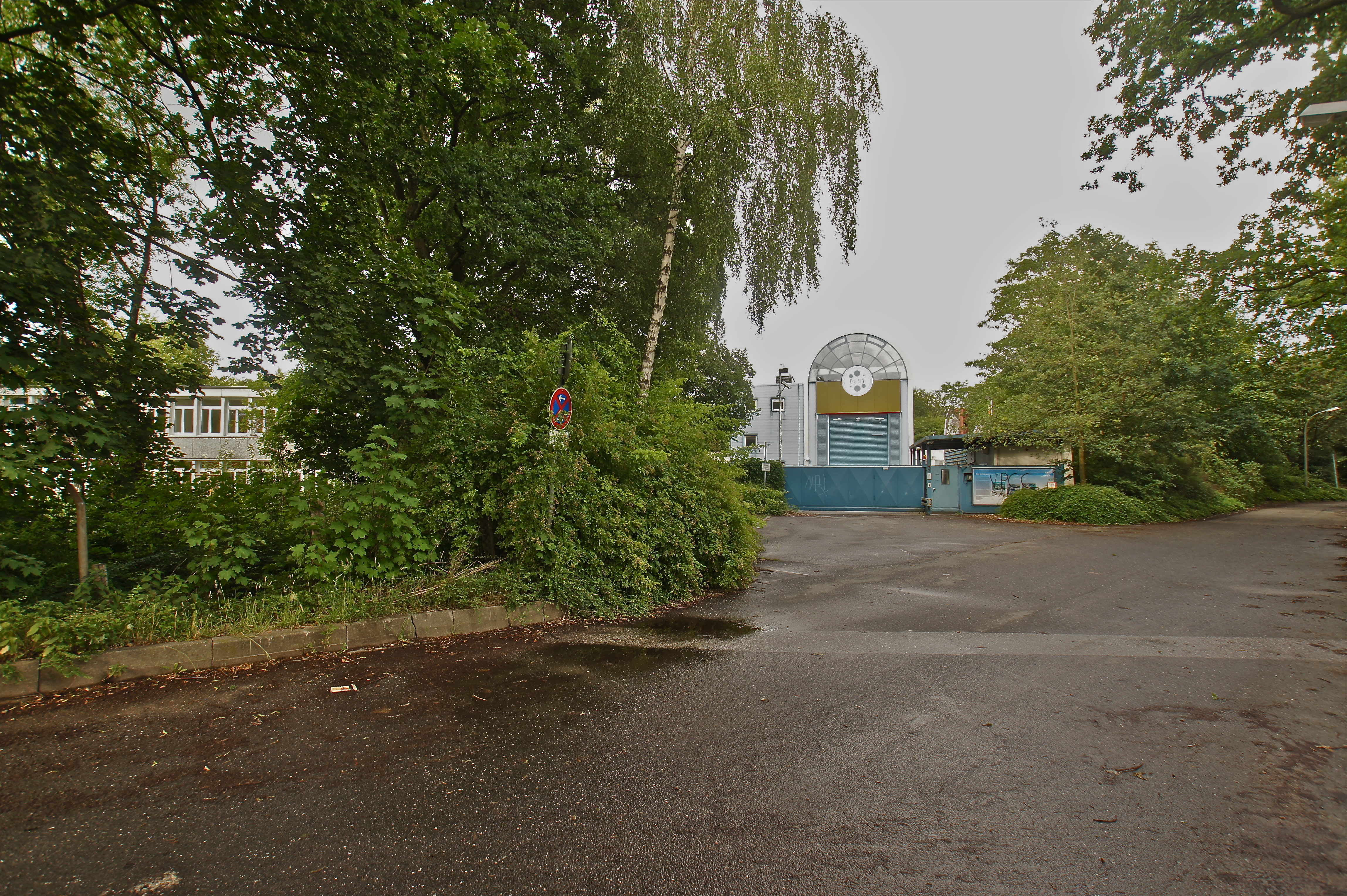
L'edifici del sincrotró DESY al marge del Vorhorngraben

Després de la guerra, la Luftwaffe va abandonar l'aeròdrom i la ciutat d'Hamburg va concedir el terreny a la construcció del sincrotró DESY. La urbanització va continuar, principalment per la construcció de pisos socials. A la fi del segle xx, va començar una mica de diversificació sociològica quan es varen construir més cases unifamiliars. Tret de la fàbrica de d'abrasius Hermes Schleifmittel no hi ha cap indústries majors. El teixit econòmic està fet de petites empreses de serveis, d'unes escoles i de comerços. Queda un poble residencial tranquil, una mica perifèric, entre la vall del Düpenau i de l'Altonaer Volkspark, d'una arquitectura força funcionalista poc inspirada.
| \| \| Districte d’Altona \| |                    |  |
| Altona-Altstadt • Altona-Nord • Sternschanze • Ottensen • Bahrenfeld • Groß Flottbek • Iserbrook • Lurup • Osdorf • Blankenese • Nienstedten • Othmarschen • Rissen • Sülldorf |                    |  |
| Vegeu: Alemanya • Hamburg • Districte |                    |  |
| Bandera d'Hamburg | Districte d’Altona |  |